# Apostolische Präfektur Yixian
Die Apostolische Präfektur Yixian (lat.: Apostolica Praefectura Yihsienensis; chinesisch 天主教易县监牧区, Pinyin Tiānzhǔ Jiào Yì Xiàn Jiānmǔqū) ist eine in der Volksrepublik China gelegene römisch-katholische Apostolische Präfektur mit Sitz im Kreis Yi.

## Geschichte
Die Apostolische Präfektur Yixian (Yixian bedeutet „Kreis Yi“) wurde am 6. Mai 1931 durch Papst Pius XI. aus Gebietsabtretungen der Apostolischen Vikariate Peking und Baoding als Mission sui juris Yixian errichtet. Die Mission sui juris Yixian wurde am 8. Januar 1938 durch Pius XI. mit der Apostolischen Konstitution Si in enascenti zur Apostolischen Präfektur erhoben.

## Ordinarien

### Superiore von Yixian
- Tarcisio Martina CSS, 1929–1935

### Apostolische Präfekten von Yixian
- Tarcisio Martina CSS, 1935–1961
- Sedisvakanz, 1961–1986
- Peter Liu Guandong, 1989–1995[2]
- Cosmas Shi Enxiang, 1995–2015[3]